# K-型小行星
K-型小行星是相對來說比較少見的小行星，在0.75 μm的紅色光譜有中等程度的shortwards，和輕微偏藍的longwards。它們的反照率很低，光譜類似 CV和CO隕石。 
在托連分類法，這些小行星被描述為"沒有特徵"的S-型小行星。K-型是J. F. Bell和他的同事在1988年提出的，這些小行星在1 μm有淺層的吸收特徵，在2 μm欠缺吸收。這些是在研究曙神星族小行星發現的。